# Al-Walid I
Al-Walid ibn Abd al-Malik ibn Marwan (känd som al-Walid I), född cirka 674, död den 23 februari 715, var den sjätte kalifen av umayyadernas dynasti. Han regerade från oktober 705 fram till sin död.
al-Walid kunde utan motstånd efterträda sin far, Abd al-Malik.
Han förde krig långt utanför sitt rikes gränser. I Mindre Asien föll Tyana efter en lång belägring i arabernas händer. Ett fälttåg som al-Walid planerade mot Konstantinopel blev dock aldrig av. I öster erövrade hans här Buchara och Samarkand och trängde i söder ända fram till Multan i Punjab. I väster gick araberna under hans regering över Gibraltars sund och gav i juli 711 dödsstöten åt det genom inbördes stridigheter försvagade visigotiska riket i slaget vid Guadalete, i vilket visigoternas siste kung Roderik stupade.
I rikets inre njöt al-Walid frukterna av sin fars verksamhet. Han kunde överallt uppträda som oinskränkt härskare. I likhet med de gamla österländska furstarna tyckte han om att bygga, men inte enbart av praktlystnad, utan även i avsikt att höja avkastningen av sina domäner. Hans rykte som byggherre vilar framför allt på den stora moskén i Damaskus, vanligen kallad Umayyadmoskén. Han byggde också staden Anjar i Bekaadalen i nuvarande Libanon.
När han dog efterträddes al-Walid av sin bror Sulayman enligt den den tronföljdsordning som fastställts av deras far.

## Galleri

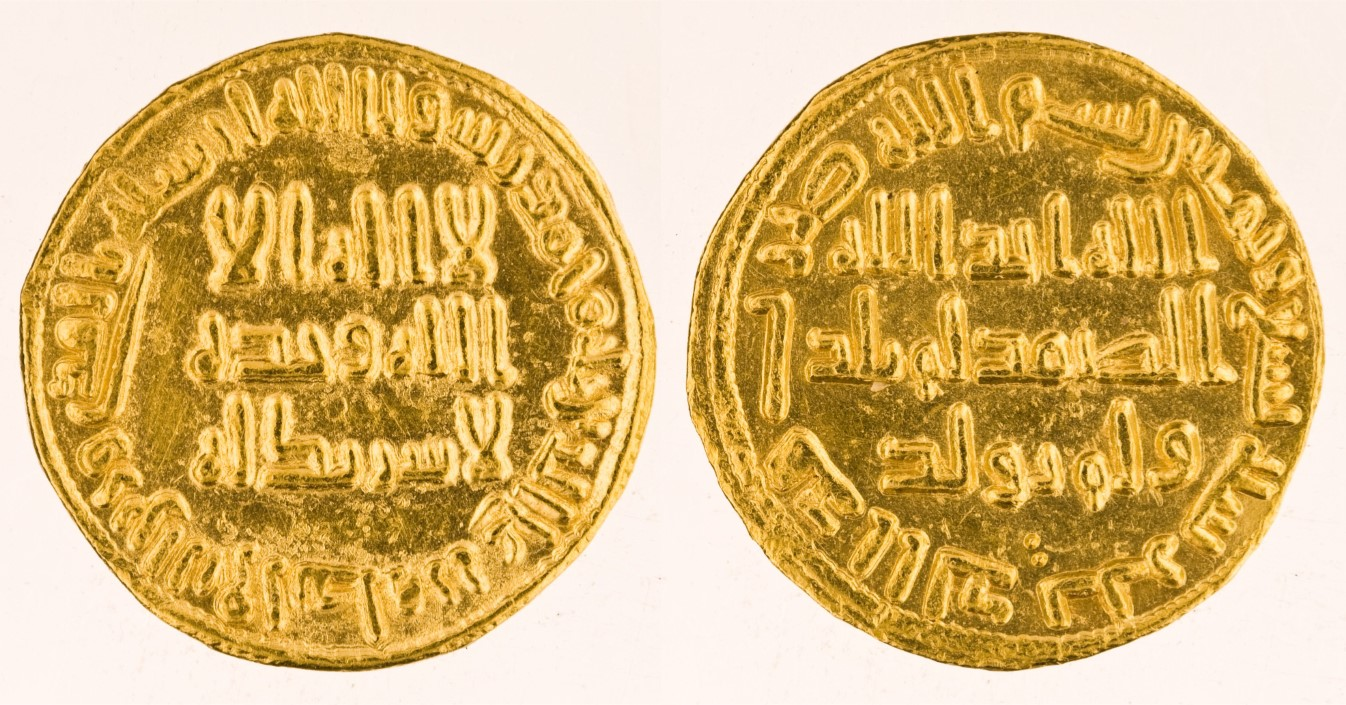
Gulddinar från al-Walids tid, präglad i Damaskus år 707/08.